# Леон Редбоун
Леон Редбоун (при рождении Дикран Гобалян; 26 августа 1949 — 30 мая 2019) — певец и гитарист в стиле джаз, блюз начала XX века.
Легко узнаваемый по шляпе, темным очкам и галстуку, Редбоун впервые вышел на сцену в середине 70-х годов. Он выпустил пятнадцать альбомов.

## Ранние годы
В 1980 году газета Toronto Star написала о нём заметку: его настоящее имя Дикран Гобалян, армянин по национальности, приехал в Канаду с Кипра. Однако статья в канадском музыкальном журнале «Coda» о продюсере John H. Hammond в 1973 году утверждает, что он родом из Филадельфии. О нём мало что было известно. Говорили, что даже его собственный продюсер не знает его домашний адрес. Был одной из самых таинственных фигур в современной музыке.

## Карьера
Живя в Канаде в начале 70-х годов, Редбон начал выступать в ночных клубах Торонто и на фестивалях фолк-музыки. Он встретил Боба Дилана на одном из таких фестивалей. Дилан был так потрясен исполнением Леона, что упомянул о нём в интервью журналу Rolling Stone, порекомендовав ведущим этого авторитетного журнала напечатать заметку о нём, за год до того как он подписал свой первый контракт. Его исполнение было «таким живым, что можно расслышать шорох иглы, скользящей по поверхности пластинки». Его первый альбом «В пути» был записан на студии Warner Bros. Records в 1975 году.
Он был представлен широкой публике впервые в передаче Saturday Night Live радиостанции NBC.
 В течение 80-х и начале 90-х годов он был частым гостем The Tonight Show Starring Johnny Carson.Он так же был гостем в A Prairie Home Companion.. Его нежелание рассказывать о своем прошлом стало причиной спекуляций на его имени. Так было высказано мнение, что он является альтернативным исполнителем-двойником одного из знаменитых джазменов того времени. Два самых часто упоминаемых имени - это Andy Kaufman и
Frank Zappa, причём обоих Редбоун пережил.
Леон носил наряд эпохи Vaudeville- шляпа с чёрным ремешком, темные очки, белый пиджак и брюки, чёрный галстук на резинке.
Пережил крушение самолёта в Clarksburg 12 февраля 1979 года. После этого происшествия перемещался только на автомобиле, говоря всем: «Я ношу на себе много необычных устройств. Они очень усложнят жизнь службе безопасности аэропорта, поэтому самолёт не для меня».

## Упоминание в других источниках
Леон проявил себя также в ряде областей за пределами своей музыкальной деятельности. Он исполнил финальную песню в комедийном шоу 80-х годов.Mr. Belvedere,. Регулярно появляется в детском шоу Between the Lions. Он также озвучивал льва по имени Снеговик в одноимённом фильме. В своем альбоме 1987 года Christmas Island он исполнил песню «Frosty the Snowman» с Dr. John. Леон продюсировал музыку для коммерческих передач, рекламы пива Budweiser в которой он летает над пляжем на доске для серфинга, напевая «This Bud’s for You»,американского автомобильного бренда Chevrolet,. Он также позволил использовать свой собственный голос в карикатуре на самого себя Ken-L Ration Burger 'n Bones.

## Дискография

### Студийные альбомы
- On the Track (1975)
- Double Time (1977)
- Champagne Charlie (1978)
- From Branch to Branch (1981)
- Red to Blue (1985)
- Christmas Island (1987)
- No Regrets (1988)
- Sugar (1990)
- Up a Lazy River (1992)
- Whistling in the Wind (1994)
- Any Time (2001)

### Концертные альбомы
- Leon Redbone Live (1985)
- Live! (1994)
- Live & Kickin' (1999)
- Live — October 26, 1992: The Olympia Theater, Paris France (2005)